# Anoploderma peruvianum
Anoploderma peruvianum là một loài bọ cánh cứng trong họ Cerambycidae.